# 안드리 퍄토우
안드리 발레리요비치 퍄토우(우크라이나어: Андрі́й Вале́рійович Пятов, 1984년 6월 28일 ~ )는 우크라이나의 전직 축구 선수로 현역 시절 샤흐타르 도네츠크의 핵심 골키퍼로 활약했다.

## 선수 경력

### 클럽
2000년 고향팀인 아르테미다 크로피우니츠키에서 데뷔하여 16경기를 소화한 뒤 2001년 보르스클라 폴타바로 이적 후 2004-05 시즌까지는 대부분 2군에서만 활동했고 2005-06 시즌부터 본격적으로 출전 횟수를 늘리기 시작하더니 2006-07 시즌에는 공식전 31경기에 출전했다.
2006-07 시즌 이후 자국 리그 명문 구단인 샤흐타르 도네츠크로 이적한 뒤 2022-23 시즌을 끝으로 은퇴할 때까지 15년동안 공식전 482경기를 소화하며 리그 11회 우승 및 4회 준우승, 우크라이나컵 8회 우승 및 3회 준우승, 우크라이나 슈퍼컵 8회 우승 및 5회 준우승, 2008-09년 UEFA 유로파리그 우승, 2009년 UEFA 슈퍼컵 준우승 등의 화려한 업적을 남긴 것은 물론 리그 최우수 골키퍼 6회 수상, 2010년 코만다 선정 올해의 우크라이나 리그 선수 등에도 선정되는 영예를 안았다.

### 국가대표팀
우크라이나 U-21 대표팀 소속으로 2006년 UEFA 유러피언 U-21 챔피언십에서 팀의 준우승의 돌풍을 주도했고 이후 우크라이나 성인대표팀의 일원으로 2006년 FIFA 월드컵 본선에서 팀의 8강 신화에 일조했으나 이 대회에서는 단 1경기도 출전하지 못했다.
그리고 2008년 9월 6일 홈에서 열린 벨라루스와의 2010년 FIFA 월드컵 유럽 지역 예선 6조 1차전에서 국제 A매치 데뷔전을 치렀고 이 경기에서 클린시트를 기록하며 팀의 1-0 승리를 지켜냈다.
그 뒤 3번의 UEFA 유럽 축구 선수권 대회 본선(2012년, 2016년, 2020년)에 연속으로 참가하여 2012년과 2016년 대회에서는 주전 골키퍼로 활동했고 비록 2020년 대회에서는 헤오리 부쉬찬에 밀려 단 1경기도 출전하지 못했지만 우크라이나의 유로 대회 사상 첫 8강이자 2006년 월드컵 이후 15년만의 메이저 대회 8강 진출에 힘이 되어주었다.

## 수상

### 클럽
샤흐타르 도네츠크
- 우크라이나 프리미어리그 : 우승 (2007-08, 2009-10, 2010-11, 2011-12, 2012-13, 2013-14, 2016-17, 2017-18, 2018-19, 2019-20, 2022-23), 준우승 (2008-09, 2014-15, 2015-16, 2020-21)
- 우크라이나컵 : 우승 (2007-08, 2010-11, 2011-12, 2012-13, 2015-16, 2016-17, 2017-18, 2018-19), 준우승 (2008-09, 2013-14, 2014-15)
- UEFA 유로파리그 : 우승 (2008-09), 4강 (2015-16, 2019-20)
- UEFA 슈퍼컵 : 준우승 (2009)
- 우크라이나 슈퍼컵 : 우승 (2008, 2010, 2012, 2013, 2014, 2015, 2017, 2021), 준우승 (2011, 2016, 2018, 2019, 2020)

### 국가대표팀
우크라이나 U-21
- UEFA 유러피언 U-21 챔피언십 : 준우승 (2006)

### 개인
- 우크라이나 프리미어리그 최우수 골키퍼 : 2009-10, 2013-14, 2015-16, 2016-17, 2017-18, 2018-19
- 코만다 선정 우크라이나 프리미어리그 올해의 선수 : 2010

## 같이 보기
- A매치 100경기 이상 출전한 축구 선수 명단